# Římskokatolická farnost Bezdědice
Římskokatolická farnost Bezdědice je církevní správní jednotka sdružující římské katolíky na území obce Bezdědice a v jejím okolí. Organizačně spadá do mladoboleslavského vikariátu, který je jedním z 10 vikariátů litoměřické diecéze. Centrem farnosti je kostel svatého Václava v Bezdědicích.

## Historie farnosti
Již v předhusitské době byla v místě středověká farnost (plebánie), která však za husitských válek zanikla. Území bylo pak spravováno z okolních farností. V roce 1787 byla v Bezdědicích zřízena lokálie, která byla v roce 1855 povýšena na samostatnou farnost. Původní kostel sv. Václava vyhořel v roce 1859. Nový kostel byl vybudován v letech 1868–1870 v novorománském slohu. Farnost je od začátku 21. století administrována excurrendo z farnosti Bělá pod Bezdězem.

### Duchovní správcové vedoucí farnost
Začátek působnosti jmenovaného v duchovní správě farnosti od:
- Radslav, † 1379
- 1379 Nicolaus z Drchlavy
- 1385 Nicolaus Huderka z Libochu
- Verianus
- 1392 Martinus Mašek
- Simon, † 1401
- 1401 Wenceslaus z Oken
- 1416 Joannes
- Mauritius, † 1436
- 1436 Clementus
- 1787 cap. loc. Leonard. Itterheim OFM Cap
- 1797 cap. loc. Joann. Hajek, † 1. 5. 1802
- 1802 cap. loc. Math. Kussitschka, n. 2. 2. 1752 Jinecens., o. 21. 12. 1780
- 1806 cap. loc. vacat
- 1806 cap. loc. Ioann. Niklas, n. 27. 12. 1767 Podoliens., o. 21. 3. 1791
- 1833 cap. loc. Joann. Gedliczka, n. 24. 7. 1796 Jičín., o. 23. 8. 1819
- 1856 proto-par. (1. farář) Joann. Gedliczka, n. 24. 7. 1796 Jičín., o. 23. 8. 1819, † 1. 1. 1875
- 1860 Emm. Košatecký, n. 1. 8. 1821 Neobolesl., o. 26. 7. 1847, † 21. 1. 1889
- 1876 Franc. Dražil, n. 3. 8. 1835 Aujezd, o. 31. 7. 1862
- 1886 Wencesl. Španihel, n. 4. 11. 1846 Libaň., o. 19. 7. 1873, † 14. 10. 1908
- 1891 Joann. Nekovář, n. 7. 5. 1852 Pacov, o. 19. 7. 1879, † 13. 6. 1905
- 1895 Joann. Přibil, n. 24. 8. 1858 Tuněchody, o. 3. 6. 1883, † 7. 6. 1940
- 1940 par. vacat, admin. exc. Eduard. Hanisch
- 1. 7. 1946 Jaroslav Dostálek
- 1. 3. 1951 Eduard Schimmel
- 20. 1. 1952 Jan Železník
- 24. 11.1952 Jaroslav Dostálek
- 22. 1 1954 Antonín Špička
- 1. 3. 1954 Jaroslav Dostálek
- 1. 7. 1954 František Kobr
- 1. 9. 1961 Jaroslav Dostálek
- 1. 10. 1990 Viktor Maretta
- 15. 8. 1991 Petr Kubíček, admin. exc. z Mladé Boleslavi, od r. 1992 z Bakova nad Jizerou
- 1. 5. 1993 Jozef Piroh, admin. exc. z Bakova nad Jizerou
- 1. 12. 1995 Jiří Veith, admin. exc. z Mladé Boleslavi
- 1. 8. 2000 Jan Nepomuk Jiřiště O.Cr., admin. exc. z Bělé pod Bezdězem
- 10. 12. 2013 Stanislav Přibyl, CSsR, admin. exc. z Litoměřic
- 1. 2. 2014 Kamil Škoda, admin. exc. z Bělé pod Bezdězem
  - 1. 7. 2015 Luděk Téra, trvalá jáhenská služba[4]

Kromě kněží stojících v čele farnosti, působili ve farnosti v průběhu její historie i jiní kněží. Většinou pracovali jako farní vikáři, kaplani, katecheté, výpomocní duchovní aj.

### Významní kněží rodáci
- Václav Frost (1814 Nosálov – 1865 Praha) – kněz, pedagog a průkopník „bilingvální výuky neslyšících“; během revolučního roku 1848 poslanec Říšského sněmu

## Území farnosti
Do farnosti náleží území obce:
- Bezdědice (Kleinbösig)[p 2]
- Březovice (Zolldorf)[p 2]
- Nosálov (Nossadl)[p 2]
- Valdštýnsko, míst. část Bezdědic (Waldsteinruh)[p 2]
- Víska (Wiska)[p 2]

## Římskokatolické sakrální stavby a místa kultu na území farnosti
| | Fotografie             | Stavba                                  | Místo                  | Bohoslužby                      | Zeměpisné souřadnice                                                                       | Status                                                  | Číslo kulturní památky |
| Kostel a farní hřbitov | Kostel a farní hřbitov | Kostel a farní hřbitov                  | Kostel a farní hřbitov | Kostel a farní hřbitov          | Kostel a farní hřbitov                                                                     | Kostel a farní hřbitov                                  | Kostel a farní hřbitov |
| --- | ---------------------- | --------------------------------------- | ---------------------- | ------------------------------- | ------------------------------------------------------------------------------------------ | ------------------------------------------------------- | --- |
| 1. |                        | Kostel sv. Václava se hřbitovem a farou | Bezdědice              | bližší informace o bohoslužbách | Bezdědice 31 50°28′55″ s. š., 14°41′54″ v. d.                                              | farní kostel, hřbitov kolem kostela a bývalý farní úřad | 102651 (Pk•MIS•Sez•Obr•WD) kostel sv. Václava, st. 1; fara čp. 31, stodola, st. 4 (jen část ze staveb na parcele); st. 2 bez staveb; hřbitov, ohradní zeď s branou, pp. 1, ohradní zeď, pp. 10 a 770 (Q13583847) |
| Kaple |                        |                                         |                        |                                 |                                                                                            |                                                         | |
| 2. |                        | Kaple Nejsvětější Trojice               | Nosálov                | bohoslužba příležitostně        | jihovýchodní část návsi, u autobusové zastávky, pp. 838/1 50°28′23″ s. š., 14°40′18″ v. d. | výklenková kaple                                        | 31120/2-1397 (Pk•MIS•Sez•Obr•WD) (Q38035508) |
| Venkovní kříže |                        |                                         |                        |                                 |                                                                                            |                                                         | |
| 3. |                        | Venkovní kříž                           | Víska                  | bohoslužba příležitostně        | 50°28′22″ s. š., 14°42′56″ v. d.                                                           | krucifix                                                | — |
| Některé drobné sakrální stavby a pamětihodnosti lze dohledat zde v databázi Drobné sakrální památky Zaniklé sakrální stavby lze dohledat zde v databázi Poškozené a zničené kostely, kaple a synagogy v České republice |                        |                                         |                        |                                 |                                                                                            |                                                         | |

Ve farnosti se mohou nacházet i další drobné sakrální stavby, místa římskokatolického kultu a pamětihodnosti, které neobsahuje tato tabulka.